# Rue de la République (Nancy)
Pour les articles homonymes, voir Rue de la République.
La rue de la République est une voie de la commune de Nancy, dans le département de Meurthe-et-Moselle, en région Lorraine.

## Situation et accès
Voie d'une direction générale nord-est - sud-ouest, la rue de la République relie la rue de Phalsbourg à la rue Jeanne-d'Arc. La voie croise notamment le boulevard Jean-Jaurès et la rue de Mulhouse.

## Origine du nom
La rue de la République s'appelait avant la Grande rue ou Grand-rue.

## Bâtiments remarquables et lieux de mémoire
- no 27 : MJC Desforges.